# István Tóth (lottatore)
István Tóth (Szolnok, 3 ottobre 1951) è un ex lottatore ungherese, specializzato nella lotta greco-romana.

## Palmarès

### Olimpiadi
- 1 medaglia:
  - 1 argento (Mosca 1980 nei pesi gallo)

### Mondiali
- 2 medaglie:
  - 2 ori (San Diego 1979 nei 62 kg; Skopje 1981 nei 62 kg)